# Normalno število
Naj je b > 1 celo število in x realno število. Imejmo zaporedje števk x v bazi b pozicijskega številskega sestava. Če je s končni niz števk v bazi b, zapišemo N(s,n) za število pojavljanj niza s v prvih n števkah x. Število x se imenuje normalno v bazi b, če:
{\displaystyle \lim _{n\to \infty }{\frac {N(s,n)}{n}}={\frac {1}{b^{k}}}\!\,}
za vsak niz s dolžine k. Z drugimi besedami: verjetnost pojavitve niza s med števkami x je natančno tista, ki jo pričakujemo, če zaporedje števk nastaja popolnoma naključno. Število x se imenuje normalno (ali včasih absolutno normalno), če je normalno v vsaki bazi b.
To zamisel je uvedel Borel leta 1909. Z uporabo Borel-Cantellijeve leme je dokazal izrek normalnega števila: skoraj vsa realna števila so normalna v smislu, da je Lebesguova mera množice nenormalnih števil enaka nič. Vseeno pa je množica nenormalnih števil neštevna.
Champernownova konstanta
0,1234567891011121314151617... ,
ki vsebuje zaporedje števk, sestavljeno s pripojitvijo vseh naravnih števil, je normalna v bazi 10, ni pa normalna v nekaterih drugih bazah. Znano je, da je Champernownova konstanta transcendentno število.
Copeland-Erdőseva konstanta
0,235711131719232931373941...,
ki vsebuje zaporedoma vsa praštevila, je tudi normalna v bazi 10. Normalnost v bazi 10 sta dokazala Copeland in Erdős leta 1946. Ni pa znano ali je Copeland-Erdőseva konstanta transcendentna.
Nobeno racionalno število ni normalno v nobeni bazi, ker so zaporedja števk racionalnih števil periodična. Sierpiński je pokazal prvo jasno konstrukcijo normalnega števila leta 1917. Izračunljivo normalno število sta skonstruirala Verónica Becher in Santiago Figueira z Univerze v Buenos Airesu, primer neizračunljivega normalnega števila pa je Chaitinova konstanta Ω.
Izredno težko je dokazati normalnost števil, ki niso konstruirana v ta namen. Ni znano, na primer, ali so √2, √3, π, ln(2), e ali Apéryjeva konstanta normalna števila, čeprav je njihovih prvih 30 milijonov števk porazdeljenih zelo enakomerno. Po vsej verjetnosti so normalna, kar nakazujejo nekatera izkustvena dejstva. Dokazi pa so zunaj našega dosega. Ne vemo celo katere števke se v desetiškem razvoju teh konstant pojavijo neskončno mnogokrat. David H. Bailey in Richard E. Crandall sta leta 2001 postavila domnevo, da je vsako iracionalno algebrsko število normalno. Sicer ne poznamo nobenega protiprimera, dokazali pa tudi še niso normalnost nobenenega iracionalnega algebrskega števila v poljubni bazi.